# Pyronia lapidipeta
Pyronia lapidipeta är en fjärilsart som beskrevs av Adalbert Seitz 1908. Pyronia lapidipeta ingår i släktet Pyronia och familjen praktfjärilar. Inga underarter finns listade.